# Sacha Guimond
Sacha Guimond (* 28. März 1991 in Ville-Marie, Québec) ist ein kanadischer Eishockeyspieler, der seit August 2024 bei den Sheffield Steelers aus der britischen Elite Ice Hockey League (EIHL) unter Vertrag steht und dort auf der Position des Verteidigers spielt. Zuvor absolvierte Guimond unter anderem 250 Spiele in der Erste Bank Eishockey Liga bzw. ICE Hockey League und verbrachte drei Spielzeiten bei den Dragons de Rouen in der französischen Ligue Magnus. Mit Rouen gewann er in den Jahren 2023 und 2024 jeweils die französische Meisterschaft.

## Karriere

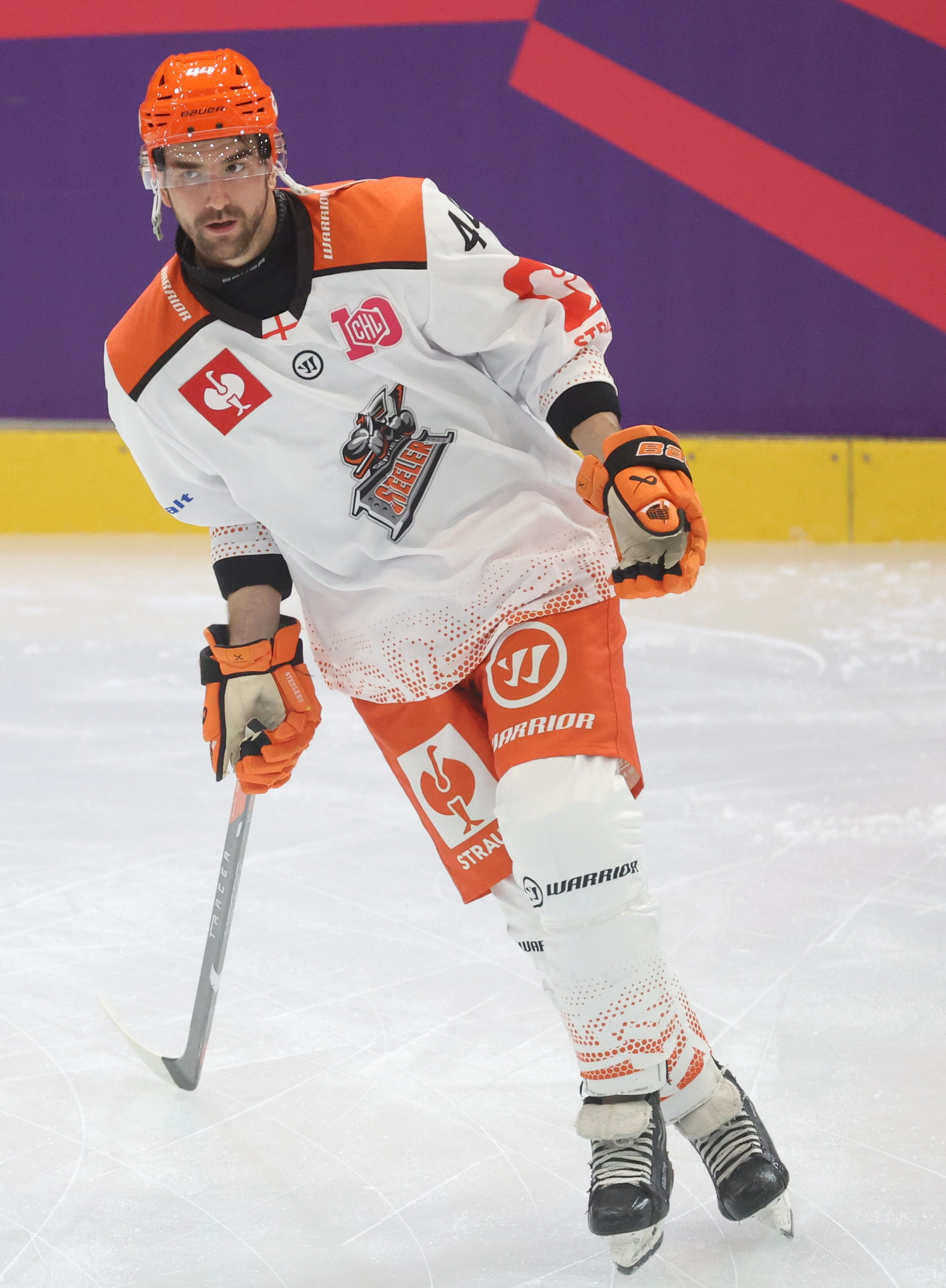
Guimond im Trikot der Sheffield Steelers (2024)

Guimond spielte in seiner Jugend zunächst vom Sommer 2009 an bis Dezember 2010 bei den North Bay Trappers in der Northern Ontario Junior Hockey League (NOJHL), ehe seine Transferrechte von den London Knights aus der Ontario Hockey League (OHL) von deren Ligakonkurrenten Barrie Colts erworben worden waren. Die Colts hatten sich die Rechte an dem Verteidiger einen Monat zuvor gesichert. Guimond wechselte daraufhin umgehend zu den Knights in die OHL und beendete dort die Spielzeit 2010/11. Anschließend wechselte er im September 2011 in die franko-kanadische Juniorenliga Ligue de hockey junior majeur du Québec (LHJMQ) zu den Drakkar de Baie-Comeau.
Seine Profikarriere begann der Verteidiger zur Saison 2012/13 bei den San Francisco Bulls in der ECHL und wechselte im Verlauf des Jahres innerhalb der Liga zu den Gwinnett Gladiators. Er spielte während der Saison auf Leihbasis auch sechs Spiele in der American Hockey League (AHL) bei den Worcester Sharks und Norfolk Admirals. Nach der Spielzeit wurde er als bester Verteidiger der ECHL ausgezeichnet. Gleichzeitig wurde er ins All-Rookie- und First All-Star Team der ECHL berufen. Am 12. Juli 2013 unterschrieb Guimond einen Einjahresvertrag bei den Utica Comets, dem AHL-Kooperationspartner der Vancouver Canucks, bestritt allerdings nur zwei Partien für das Team. Stattdessen war er weiterhin für Gwinnett in der ECHL aktiv, ehe er im Januar 2014 zu den Ontario Reign aus der ECHL transferiert wurde. Die Saison 2014/15 begann er dann bei den Kalamazoo Wings in derselben Liga. Zum Saisonende schloss er sich dem HC 05 Banská Bystrica aus der slowakischen Extraliga an, mit dem Guimond die Vizemeisterschaft errang. Zum folgenden Spieljahr kehrte er nach Kalamazoo zurück.
Nach einem zweiten Jahr bei den Kalamazoo Wings wechselte Guimond erneut nach Europa zum slowenischen Klub HDD Olimpija Ljubljana in die Erste Bank Eishockey Liga (EBEL). Nach einer Saison bei den Drachen, mit denen er im Spielbetrieb der heimischen Liga die Saison als Vizemeister abschloss, wechselte er zum österreichischen Ligakonkurrenten HC Innsbruck, wo er in der Folge drei Spielzeiten verbrachte. Die Saison 2020/21 absolvierte der Kanadier bei den Bratislava Capitals, die zu dieser Spielzeit in den Spielbetrieb der mittlerweile ICE Hockey League benannten Liga aufgenommen worden waren. Anschließend wechselte der Abwehrspieler im Sommer 2021 zu den Dragons de Rouen in die französische Ligue Magnus. Guimond bestritt dort drei Spielzeiten und gewann mit der Mannschaft in den Jahren 2023 sowie 2024 jeweils die französische Meisterschaft. Im August 2024 wechselte er zu den Sheffield Steelers in die britische Elite Ice Hockey League (EIHL).

## Erfolge und Auszeichnungen
| - 2010 NOJHL Second All-Star Team - 2013 ECHL Defenseman of the Year - 2013 ECHL All-Rookie Team - 2013 ECHL First All-Star Team | - 2015 Slowakischer Vizemeister mit dem HC 05 Banská Bystrica - 2017 Slowenischer Vizemeister mit dem HDD Olimpija Ljubljana - 2023 Französischer Meister mit den Dragons de Rouen - 2024 Französischer Meister mit den Dragons de Rouen |

## Karrierestatistik
Stand: Ende der Saison 2023/24
(Legende zur Spielerstatistik: Sp oder GP = absolvierte Spiele; T oder G = erzielte Tore; V oder A = erzielte Assists; Pkt oder Pts = erzielte Scorerpunkte; SM oder PIM = erhaltene Strafminuten; +/− = Plus/Minus-Bilanz; PP = erzielte Überzahltore; SH = erzielte Unterzahltore; GW = erzielte Siegtore; 1 Play-downs/Relegation; Kursiv: Statistik nicht vollständig)